# Norgesmesterskapet 1978
La Norgesmesterskapet 1978 di calcio fu la 73ª edizione del torneo. La squadra vincitrice fu il Lillestrøm, che vinse la finale contro il Brann con il punteggio di 2-1.

## Risultati

### Terzo turno
| Squadra 1    | Risultato      | Squadra 2    |
| ------------ | -------------- | ------------ |
| HamKam       | 1 - 3          | Moss         |
| Molde        | 1 – 0          | Tornado      |
| Lillestrøm   | 6 – 0          | Østsiden     |
| Urædd        | 1 - 5          | Start        |
| Brann        | 9 – 1          | Ny-Krohnborg |
| Vålerengen   | 5 – 2          | Pors         |
| Bryne        | 2 – 1          | Ulf          |
| Clausenengen | 0 - 0 (d.t.s.) | Steinkjer    |
| Fram Larvik  | 2 - 3          | Viking       |
| Tromsø       | 3 – 2          | Harstad      |
| Rosenborg    | 5 – 0          | Brumunddal   |
| Hødd         | 0 - 2          | Nessegutten  |
| Raufoss      | 1 – 0          | Skeid        |
| Sogndal      | 1 - 2          | Frigg        |
| Mo           | 1 – 0          | Bodø/Glimt   |
| Lyn Oslo     | 1 – 0          | Strømmen     |

#### Ripetizione
| Squadra 1 | Risultato | Squadra 2    |
| --------- | --------- | ------------ |
| Steinkjer | 2 - 3     | Clausenengen |

### Quarto turno
| Squadra 1    | Risultato      | Squadra 2  |
| ------------ | -------------- | ---------- |
| Frigg        | 0 - 1          | Bryne      |
| Start        | 5 – 1          | Raufoss    |
| Rosenborg    | 2 – 0          | Moss       |
| Nessegutten  | 0 - 2 (d.t.s.) | Brann      |
| Mo           | 0 - 3          | Lillestrøm |
| Moss         | 3 – 2          | Lillestrøm |
| Viking       | 4 – 0          | Tromsø     |
| Clausenengen | 2 – 1          | Vålerengen |

### Quarti di finale
| Squadra 1  | Risultato      | Squadra 2    |
| ---------- | -------------- | ------------ |
| Brann      | 1 – 0          | Bryne        |
| Lillestrøm | 1 – 0          | Moss         |
| Rosenborg  | 1 - 1 (d.t.s.) | Start        |
| Viking     | 5 – 0          | Clausenengen |

#### Ripetizione
| Squadra 1 | Risultato | Squadra 2 |
| --------- | --------- | --------- |
| Start     | 2 – 1     | Rosenborg |

### Semifinali
| Squadra 1 | Risultato      | Squadra 2  |
| --------- | -------------- | ---------- |
| Brann     | 2 – 1 (d.t.s.) | Viking     |
| Start     | 0 - 0 (d.t.s.) | Lillestrøm |

#### Ripetizione
| Squadra 1  | Risultato | Squadra 2 |
| ---------- | --------- | --------- |
| Lillestrøm | 1 – 0     | Start     |

### Finale
| Arbitro: | Bjørnestad |

|                    |           |          |
| V. Hansen 74’, 76’ | Marcatori | 20’ Aase |

#### Formazioni
| Lillestrøm (4-3-3) |  |                    |     |
|                    |  |                    |     |
| POR                |  | Arne Amundsen      |     |
| DIF                |  | Per Berg           | 46’ |
| DIF                |  | Jan Birkelund      |     |
| DIF                |  | Tore Kordahl       |     |
| DIF                |  | Georg Hammer       |     |
| CEN                |  | Frank Grønlund     |     |
| CEN                |  | Gunnar Lønstad     |     |
| CEN                |  | Øivind Tomteberget |     |
| ATT                |  | Leif Hansen        |     |
| ATT                |  | Tom Lund           |     |
| ATT                |  | Vidar Hansen       |     |
| A disposizione:    |  |                    |     |
| ATT                |  | Arne Dokken        | 46’ |
| ATT                |  | Rolf Nordberg      |     |
| Allenatore:        |  |                    |     |
| Joe Hooley         |  |                    |     |

| Brann (4-3-3)  |  |                     |  |     |
|                |  |                     |  |     |
| POR            |  | Jan Knudsen         |  |     |
| DIF            |  | Helge Karlsen       |  |     |
| DIF            |  | Bjørn Brandt        |  |     |
| DIF            |  | Terje Rolland       |  |     |
| DIF            |  | Tore Nordtvedt      |  |     |
| CEN            |  | Kjell Rune Pedersen |  | 75’ |
| CEN            |  | Atle Hellesø        |  |     |
| CEN            |  | Neil MacLeod        |  |     |
| ATT            |  | Ingvald Huseklepp   |  |     |
| ATT            |  | Steinar Aase        |  |     |
| ATT            |  | Bjørn Tronstad      |  |     |
| A disposizione |  |                     |  |     |
| ATT            |  | Ingvar Dalhaug      |  | 75’ |
| Allenatore:    |  |                     |  |     |
| Billy Elliott  |  |                     |  |     |